# Propionato de fluticasona

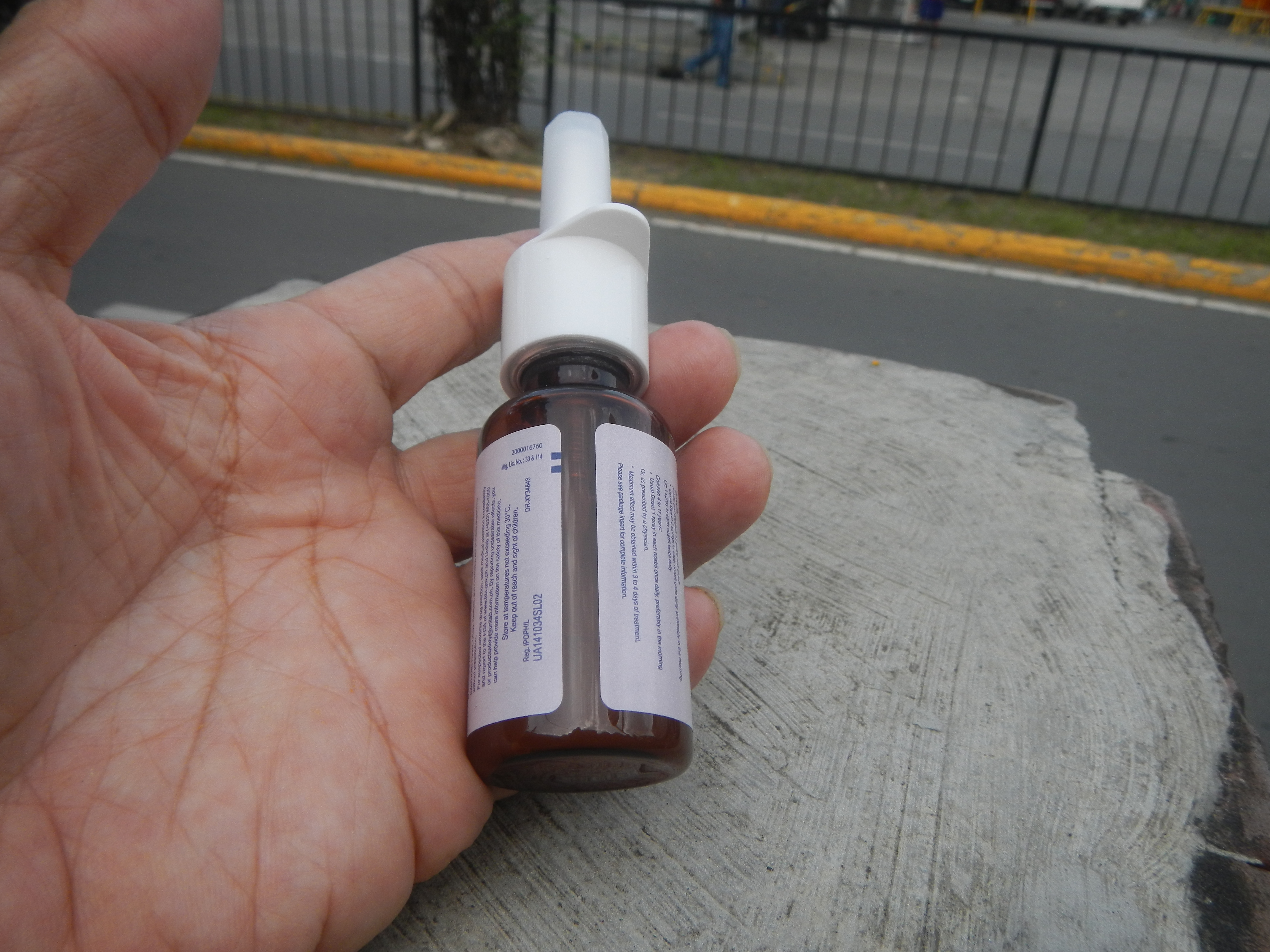
Formato do frasco aplicador

O propionato de fluticasona, vendido sob os nomes comerciais Flovent e Flonase, entre outros, é um medicamento esteroide. Quando administrado por inalação, é usado para o tratamento de longo prazo deasma e de DPOC. A aplicação no nariz é usada para rinite alérgica e pólipo nasal. Também pode ser usado para tratar úlcera da boca.
Os efeitos colaterais comuns por inalação incluem infecção do trato respiratório superior, sinusite, candidíase e tosse.  Os efeitos colaterais comuns quando usado no nariz incluem epistaxe e dor de garganta. Atua na redução da inflamação.
O propionato de fluticasona foi patenteado em 1980 e aprovado para uso médico em 1990. Está disponível como medicamento genérico. Nos Estados Unidos, o custo de varejo do spray era de cerca de 0,33 centavos de dólar em 2018. No Reino Unido, o spray custava ao NHS cerca de 0,13 centavos de libra esterlina em 2019. Em 2018, foi o 16º medicamento mais prescrito nos Estados Unidos, com mais de 34 milhões de receitas.